# 遊仙駅
遊仙駅（ユソンえき、朝鮮語: 유선역）は、朝鮮民主主義人民共和国咸鏡北道会寧市にある、朝鮮民主主義人民共和国鉄道省会寧炭鉱線の鉄道駅である。

## 歴史
- 1928年8月11日：鶏林駅として開業[1]。
- 1938年5月1日：遊仙駅に改称。